# 7.92×33mm Kurz
7.92×33毫米短彈（德語：7.92×33 mm Kurz）是纳粹德国在第二次世界大战期间推出的一款步枪子弹，主要为StG44突击步枪使用，是世界上第一款投入实战的中间型威力枪弹。

## 概要
二戰前夕，德國槍械工程師進行有關突擊步槍的研究，其結論認為現有的8毫米毛瑟步槍彈雖然射程超過800米，但長射程在實戰中難以發揮，瞄準鏡並非普及的配備，大部分士兵的槍法也達不到狙擊手的水準，而高射速可在近戰中對敵方實施壓制，但現有的步槍彈過於偏重射程，威力雖大，但後座力也太大，如要用於全自動射擊將難穩定地握持，連射時的命中率低至缺乏實用性，所以便有減少現有8毫米毛瑟步槍彈裝藥量的想法，透過縮短彈藥長度，不但可降低後座力，亦可減輕重量，於是在1938年推出了這種縮短版的8毫米毛瑟步槍彈，彈徑維持7.92毫米，而長度大約只是之前毛瑟步槍彈的一半。
然而在二戰前，德軍領導層並未接受犧牲射程和威力來換取降低後座力及提高射速的概念。直到1941年6月進攻蘇聯後，先後遇上蘇軍大量裝備的PPSh-41衝鋒槍及PPS衝鋒槍，當時蘇軍士兵大部分沒有受過專業訓練，普遍槍法不佳，但蘇軍大量裝備衝鋒槍，其密集火力可彌補單發命中率偏低的不足，在近戰時的火力更佔有優勢。納粹德國於1942年推出配合這款7.92×33毫米子彈的StG44突擊步槍，這款縮短版的毛瑟步槍彈才被裝備到德軍，惟當時德軍仍只是將這款全自動步槍當作衝鋒槍，並未得到重視，後來StG44突擊步槍經前線部隊試用後受到好評，於是這款子彈在1944年開始大量生產，直至歐戰結束。

## 使用槍械
- StG44突擊步槍
- HIW VSK卡賓槍
- VG1-5半自動步槍
- Wimmersperg Spz-kr
- StG45突擊步槍

## 圖集

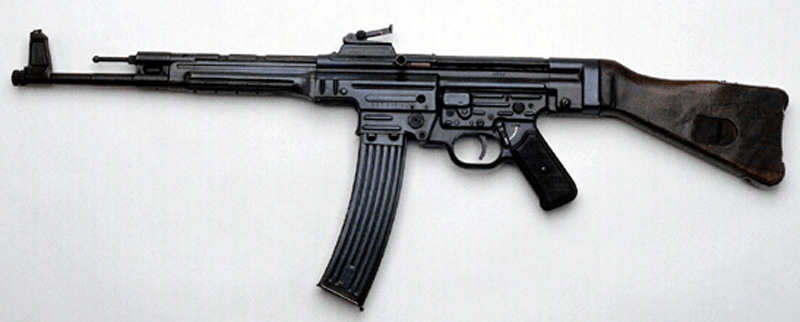
StG44突擊步槍
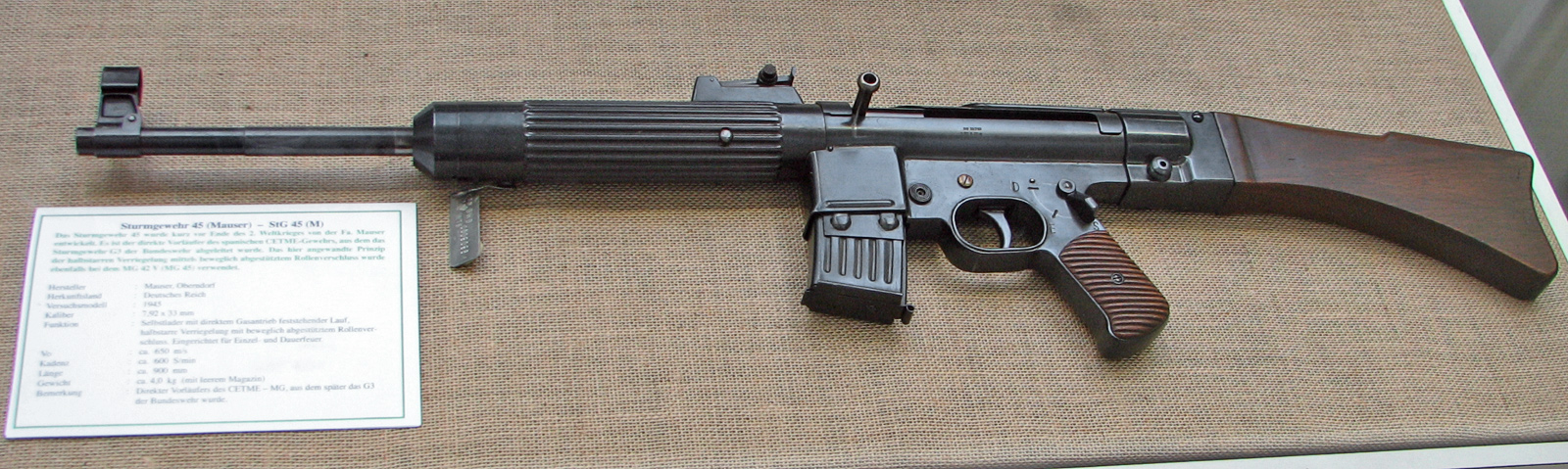
StG45突擊步槍

## 影響

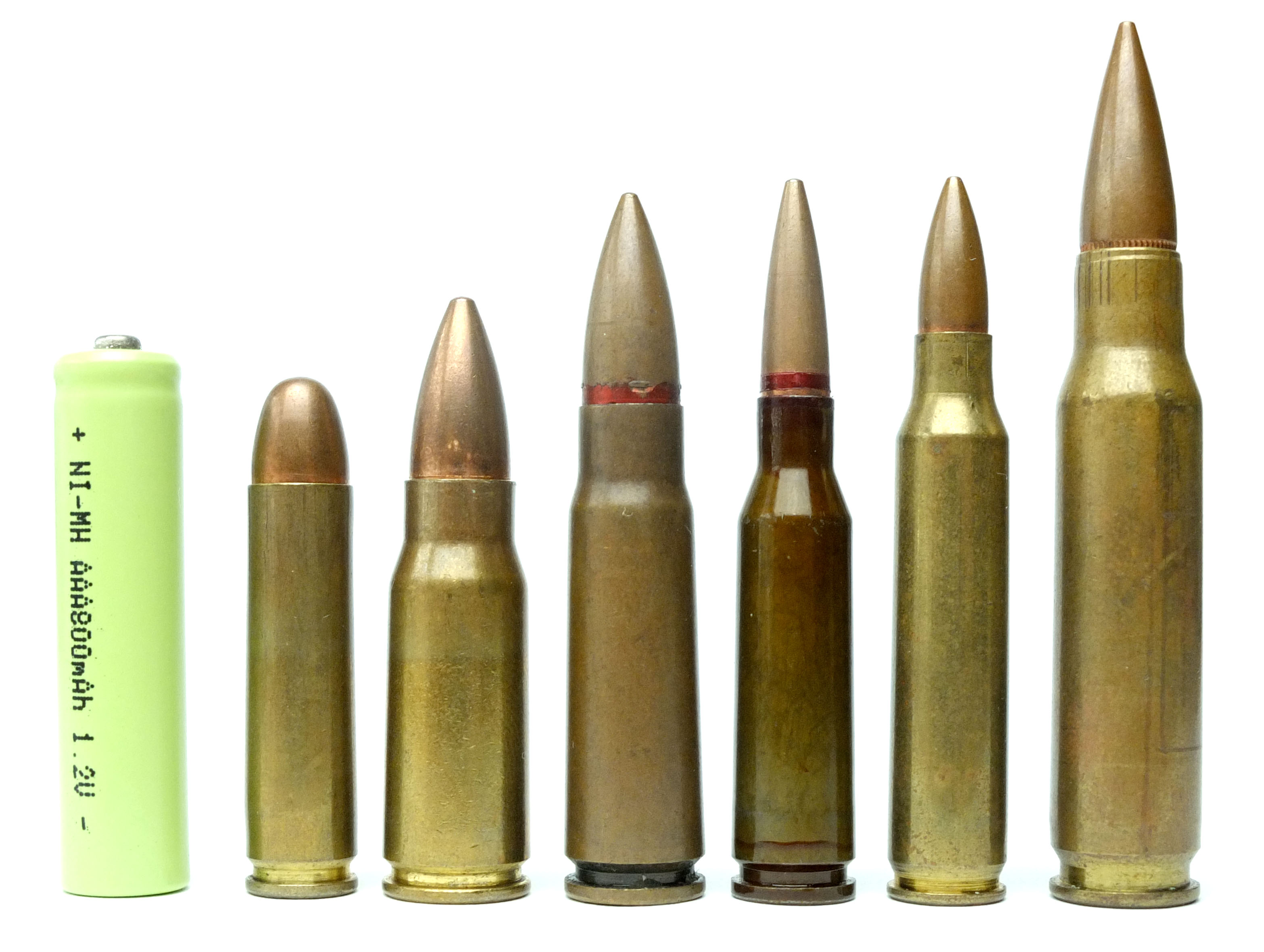
5種中間威力子彈/小口徑子彈和北約步槍彈（最右）的比較：
.30卡賓槍彈、kurz短彈、M43短彈、M74小口徑子彈、SS109小口徑子彈

二戰時，蘇聯參考從德軍繳獲的7.92毫米口徑短彈，開發出相似的M43子彈，後來用於AK-47突擊步槍。

## 主要使用國
- 納粹德國
- 南斯拉夫